# New Delhi Challenger
Il New Delhi Challenger è stato un torneo professionistico di tennis giocato su campi in cemento. Faceva parte dell'ATP Challenger Series. Si giocava dal 1999 a Nuova Delhi, in India. Nel corso degli anni vi sono state varie interruzioni, mentre nelle ultime due stagioni si sono giocate due edizioni nel 2007 e quattro edizioni nel 2008.

## Albo d'oro

### Singolare
| Anno       | Campione             | Finalista       | Punteggio           |
| ---------- | -------------------- | --------------- | ------------------- |
| 2008 (4)   | Dieter Kindlmann     | Joshua Goodall  | 7–6(3), 6–3         |
| 2008 (3)   | Conor Niland         | Tomáš Cakl      | 6–4, 6–4            |
| 2008 (2)   | Gō Soeda             | Lu Yen-hsun     | 6–3, 3–6, 6–4       |
| 2008 (1)   | Lu Yen-hsun          | Brendan Evans   | 5–7, 7–6(5), 6–3    |
| 2007 (2)   | Michail Elgin        | Tomáš Cakl      | 7–6(4), 6(6)–7, 6–3 |
| 2007 (1)   | Aisam-ul-Haq Qureshi | Jae-Sung An     | 7–5, 6–4            |
| 2006- 2004 | Non disputato        | Non disputato   | Non disputato       |
| 2003       | Ivo Heuberger        | Danai Udomchoke | 6–2, 6–3            |
| 2002- 2000 | Non disputato        | Non disputato   | Non disputato       |
| 1999       | Leander Paes         | Mahesh Bhupathi | 7–5, 6–4            |

### Doppio
| Anno       | Campioni                      | Finalisti                          | Punteggio           |
| ---------- | ----------------------------- | ---------------------------------- | ------------------- |
| 2008 (4)   | Harsh Mankad Ashutosh Singh   | Rohan Gajjar Purav Raja            | 4–6, 6–4, [11–9]    |
| 2008 (3)   | Joshua Goodall James Ward     | Tasuku Iwami Hiroki Kondo          | 6–4, 6–1            |
| 2008 (2)   | Harsh Mankad Ashutosh Singh   | Brendan Evans Mustafa Ghouse       | 7–5, 6–3            |
| 2008 (1)   | Colin Ebelthite Samuel Groth  | Mohammad Ghareeb Illya Marchenko   | 2–6, 7–6(5), [10–8] |
| 2007 (2)   | Xin-Yuan Yu Zeng Shaoxuan     | Pavel Chekhov Michail Elgin        | 6–3, 6–3            |
| 2007 (1)   | Rik De Voest Wesley Moodie    | Rohan Bopanna Aisam-ul-Haq Qureshi | 6–4, 7–6(4)         |
| 2006- 2004 | Non disputato                 | Non disputato                      | Non disputato       |
| 2003       | Radoslav Lukaev Dmitri Vlasov | Jonathan Erlich Andy Ram           | 7–6(6), 4–6, 6–2    |
| 2002- 2000 | Non disputato                 | Non disputato                      | Non disputato       |
| 1999       | Noam Behr Eyal Ran            | Barry Cowan Wesley Whitehouse      | 6–3, 4–6, 6–4       |